# Lago Man

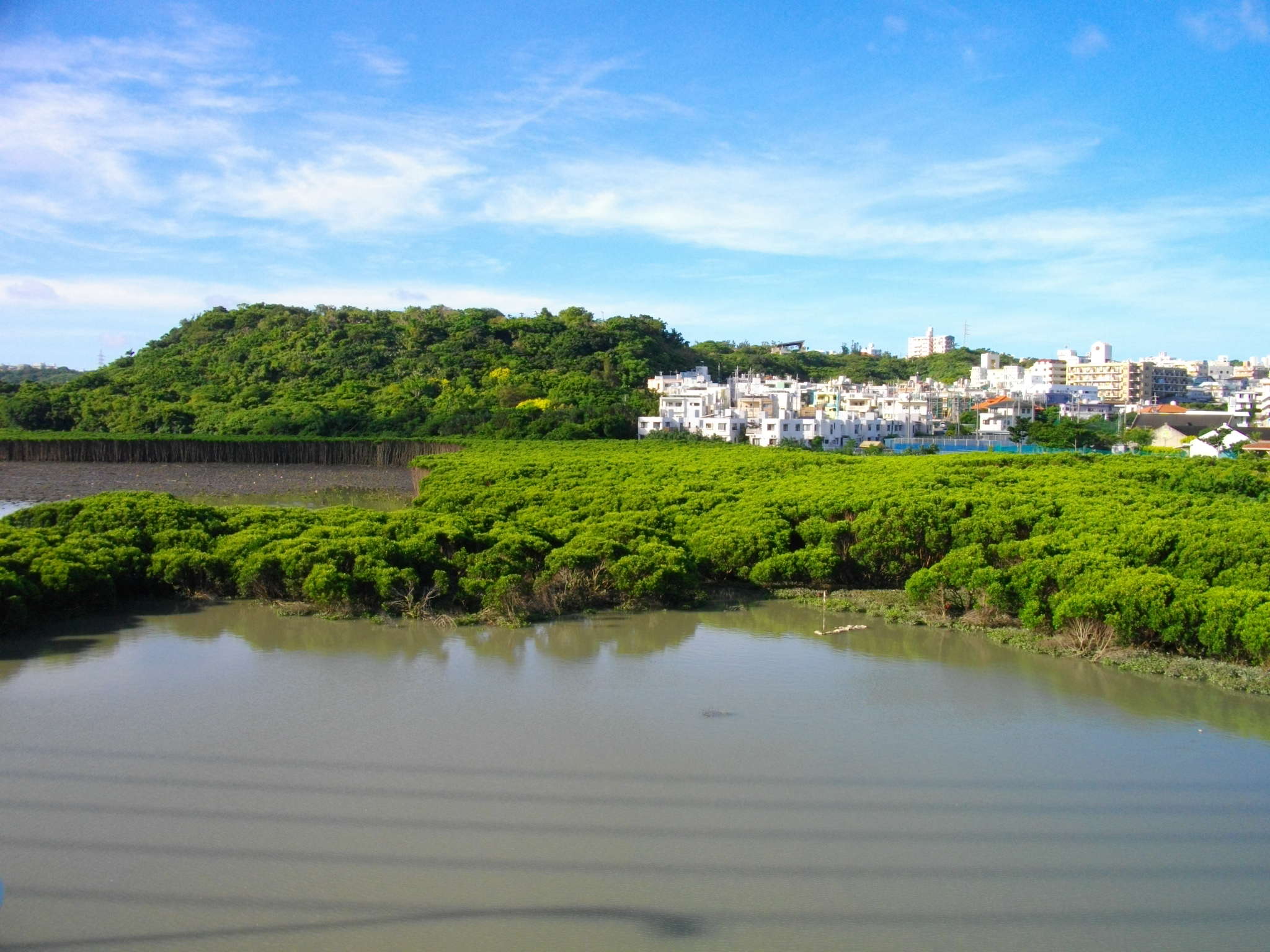
Vista del humedal.

El Llgo Man (漫湖 Man-ko?), es una zona de humedales en Japón, ubicada entre las ciudades de Naha y Tomigusuku, en el Parque Manko.  A pesar de su nombre "lago Man", de hecho es un humedal y no un lago.
El lago Man está cerca del puerto marítimo de Naha, ubicado en la confluencia del río Kokuba con el río Noha, al sur de Naha.  Viajeros de fuera de la Prefectura de Okinawa, en camino del aeropuerto de Naha a la ciudad de Naha, cruzan este estuario, con una vista del lago Man a la izquierda.

## Naturaleza
El lago Man es una zona de agua salobre a casi la misma altitud que el nivel del mar. Desde los años 60, con la siembra de los manglares, ha seguido transformándose en marisma. También ha llegado a ser un punto de conexión para las aves migratorias como las aves limícolas y los chorlos, y en 1999 fue designado como un humedal de importancia internacional bajo el Convenio de Ramsar.
Unas especies amenazadas habitan en el Lago Man, como el molusco Macoma nobilis que no se halla en ningún otro lugar de Japón. Entre los problemas a los que este humedal se enfrenta, se encuentran la deposición de sedimentos y el empeoramiento de la calidad del agua debido al influjo de agua residual.

## Homófono
En idioma japonés (distinto del idioma okinawense local), la palabra 'manko' (まんこ), homófono con el nombre japonés para lago Man, es un coloquialismo que se refiere a los órganos genitales femeninos.